# Dennis Wise
Dennis Frank Wise (ur. 16 grudnia 1966 w Londynie) – angielski piłkarz i trener piłkarski.

## Kariera
Wychowanek Southamptonu, w latach 1985–1990 zawodnik Wimbledonu. W 1988 zdobył z nim puchar Anglii – w finałowym meczu z Liverpoolem wystąpił przez pełne 90 minut. W 1990 roku przeszedł do Chelsea, której trzy lata później został kapitanem. Wraz z londyńskim klubem dwukrotnie wywalczył puchar kraju (1997, 2000), sięgnął po Puchar Ligi Angielskiej (1998) oraz zdobył Tarczę Wspólnoty (2000). Ponadto w sezonie 1997/1998 wygrał rozgrywki Pucharu Zdobywców Pucharów – w finałowym spotkaniu z VfB Stuttgart zagrał w podstawowym składzie. Również w 1998 roku wywalczył Superpuchar Europy (w wygranym 1:0 pojedynku z Realem Madryt wystąpił przez pełne 90 minut). Zawodnikiem Chelsea był przez jedenaście lat; w tym czasie rozegrał w jej barwach łącznie 445 meczów i strzelił 76 goli.
Po odejściu z Chelsea w 2001 roku, występował w Leicesterze City, zaś w latach 2002–2005 w Millwall. Od 15 października 2003 do 9 maja 2005 roku pełnił w tym klubie funkcję grającego trenera. Następnie był graczem Southamptonu oraz Coventry City, w którym zakończył piłkarską karierę. 22 maja 2006 roku został trenerem Swindon Town. Pod jego wodzą zespół rozegrał 17 meczów – dziewięć z nich wygrał. 24 października 2006 objął stanowisko szkoleniowca Leeds United. W sezonie 2006/2007 prowadzona przez niego drużyna zajęła ostatnie miejsce w rozgrywkach Championship i spadła do League One. Pod koniec stycznia 2008 roku odszedł z klubu. Następnie pracował w Newcastle United.
W reprezentacji Anglii zadebiutował 1 maja 1991 roku w meczu z Turcją, w którym strzelił zwycięskiego gola. W 2000 uczestniczył w mistrzostwach Europy w Belgii i Holandii – w turnieju tym zagrał we wszystkich trzech spotkaniach grupowych (w tym w dwóch w podstawowym składzie). Po raz ostatni w kadrze wystąpił 11 października 2000 roku w zremisowanym bezbramkowo pojedynku z Finlandią. Łącznie w barwach narodowych rozegrał 21 meczów i zdobył jedną bramkę.